# Gare de Caffiers
La gare de Caffiers est une gare ferroviaire française de la ligne de Boulogne-Ville à Calais-Maritime, située sur le territoire de la commune de Caffiers dans le département du Pas-de-Calais, en région Hauts-de-France. 
C'est une halte voyageurs de la Société nationale des chemins de fer français (SNCF), desservie par des trains TER Hauts-de-France.

## Histoire
Le gare se trouve sur la ligne des Chemins de fer du Nord entre Calais et Boulogne. « Un arrêté de M. le Préfet, en date du 31 juillet 1862, ordonne qu'une enquête spéciale sera ouverte sur l'emplacement des stations que l'on propose d'établir sur les communes de: 1 Wimille, 2 Marquise, 3 Caffiers. » La construction de la ligne se poursuit, s'approchant de Caffiers en juillet 1863. On annonce les prix des voyages sur la ligne de Boulogne à Caffiers en 1867 comme suit: en première classe: 2,90 francs, en deuxième classe: 2,20 francs et en troisième classe: 1,60 francs.
Compte tenu des ressources de la région, la gare servait au moins deux carrières de pierre de taille (de marbre) durant les années 1880-1890.
Le train express Paris-Calais saute les rails près de la gare en décembre 1927, emmêlé par un amas de fils téléphonique. L'incident cause un appel au service de secours de Calais; les voyageurs terminent leur trajet à Calais en automobile.

## Service des voyageurs

### Accueil

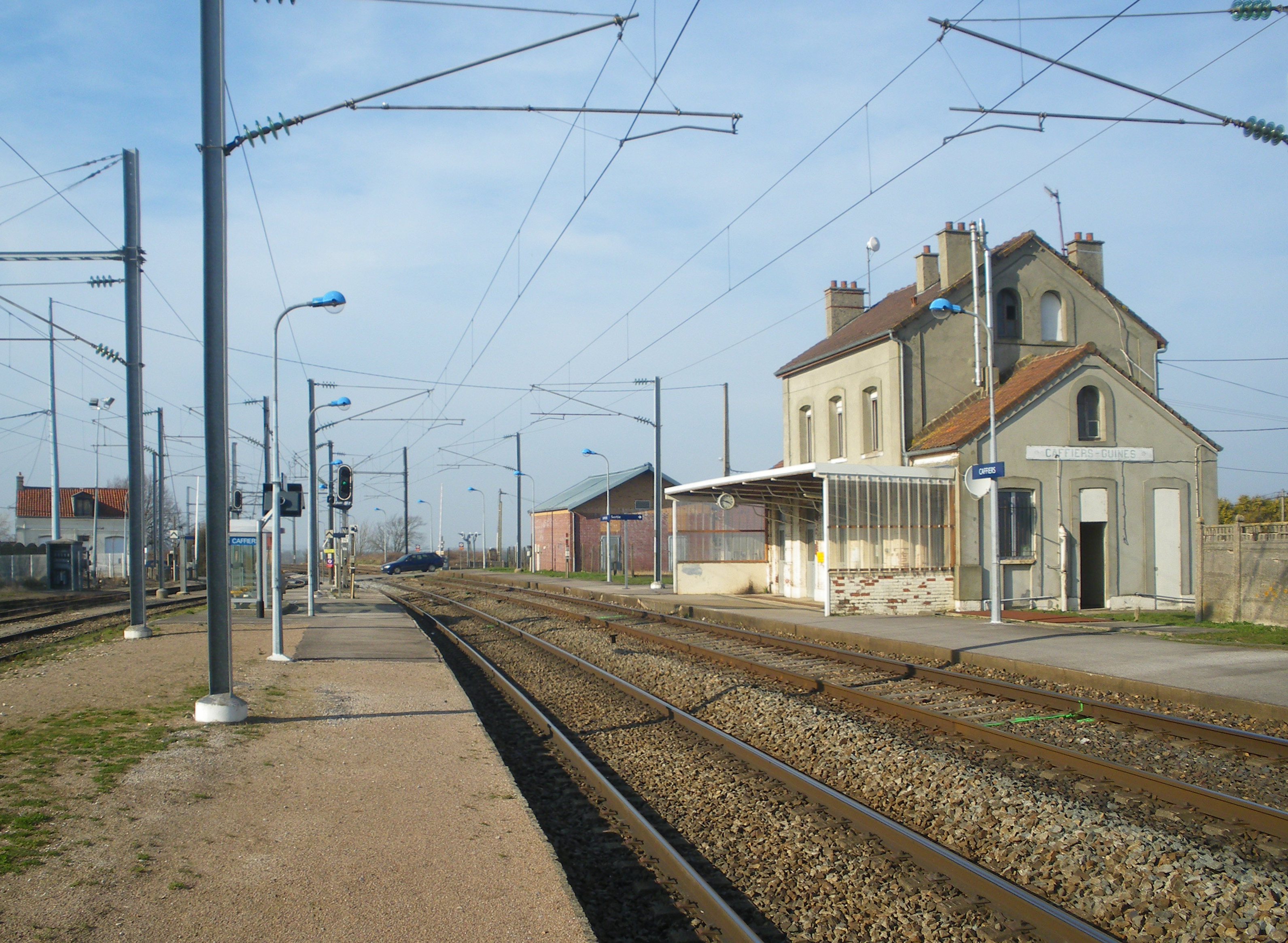
Vue de la gare.

Halte SNCF, c'est un point d'arrêt non géré (PANG) à accès libre.

### Desserte
Caffiers est desservie par les trains TER Hauts-de-France qui effectuent des missions entre les gares de Calais-Ville et de Rang-du-Fliers - Verton, ou d'Étaples - Le Touquet, ou de Boulogne-Ville.

### Intermodalité
Un parking pour les véhicules y est aménagé.